# Phaonia marylandica
Phaonia marylandica är en tvåvingeart som beskrevs av Malloch 1923. Phaonia marylandica ingår i släktet Phaonia och familjen husflugor.
Artens utbredningsområde är Maine. Inga underarter finns listade i Catalogue of Life.